# Anastasios Christomanos

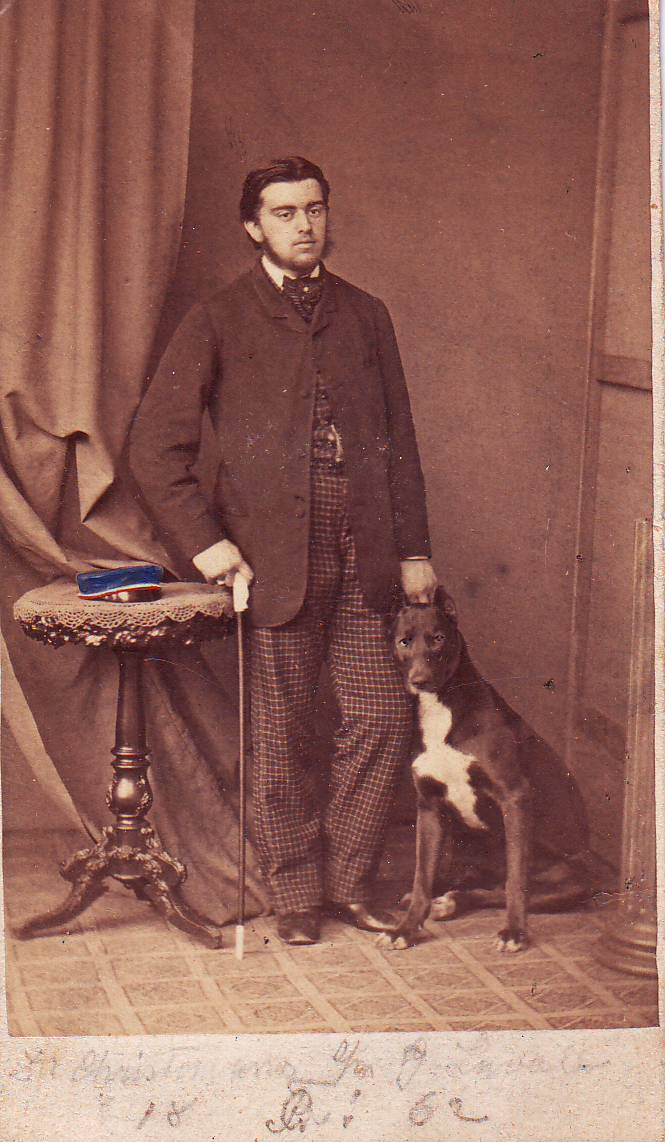
Christomanos als Heidelberger Rhenane, 1862

Anastasios Christomanos

 Anastasios Christomanos (griechisch Ἀναστάσιος Χρηστομάνος, * 22. März 1841 in Melnik (Bulgarien); † 15. Oktober 1906 in Athen) war ein griechischer Chemiker und Rektor der Universität Athen.

## Leben
Christomanos wurde im heute bulgarischen Melnik geboren und kam in der frühesten Jugend nach Wien, wo er 1858 das Polytechnikum besuchte. Weitere Studien folgten in Gießen, Berlin, Karlsruhe und 1861/62 in Heidelberg. Zu seinen akademischen Lehrern in Heidelberg gehörten Robert Bunsen, Georg Ludwig Carius und Emil Erlenmeyer (Chemie) sowie der Physiker Gustav Robert Kirchhoff. Nach der Promotion zum Dr. phil. trat er auf Empfehlung Bunsens in das Laboratorium für Anilinfarben in Frankfurt ein, wurde dann zur Leitung einer großen chemischen Fabrik nach Moskau berufen und kehrte 1862 nach Griechenland zurück. 1863 wurde er mit nur 22 Jahren Privatdozent für Allgemeine Chemie an der Universität Athen, 1866 außerordentlicher, 1869 ordentlicher Professor. Ab 1896 war er Rektor der Universität. Er war verantwortlich für den Bau des Palaion Chimi(c)on und entwickelte einen Apparat zur Kohlensäurebestimmung. Wiederholt vertrat er Griechenland auf internationalen chemischen Kongressen, so 1889 in Wien und Budapest, 1892 in Leipzig, 1895 in Mailand, 1900 in Paris, 1903 in Berlin und 1906 in Rom.
Ab 1860 war Christomanos Mitglied des Corps Saxonia Karlsruhe, ab 1862 des Corps Rhenania Heidelberg.
Er war mit Athena Lindenmayer, einer Tochter von Anton Lindenmayer, dem promovierten Leibarzt Königs Ottos von Griechenland, verheiratet. Ihr Sohn Constantin Christomanos war Vorleser und Griechischlehrer von Kaiserin Elisabeth von Österreich-Ungarn, ihr Sohn Alexandros Mediziner. Neffe war der Politiker und Tourismuspionier Theodor Christomannos.

## Veröffentlichungen
- Echereidion Chimeias
- Einleitung in die Chemie (1871)
- Zur Kenntnis des Jodtrichlorids; Athen 1877
- Analyse des Chromeisensteins; Athen 1877